# Вірмени у Криму

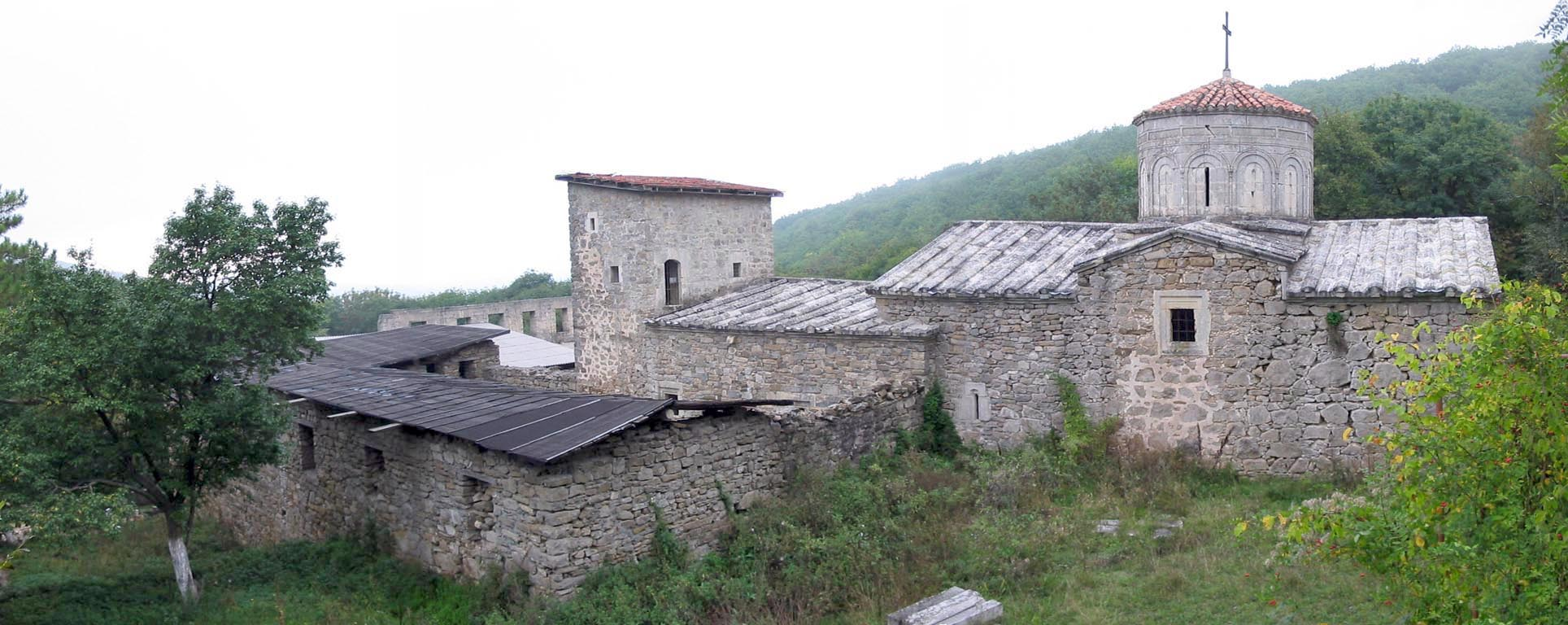
Монастир Сурб-Хач, Старий Крим

Кримські вірмени (вірм. Ղրիմահայեր, Հայերը Ղրիմում) є однією з етнічних груп Криму та частиною вірменської спільноти України. Присутні в Криму щонайменше з VIII століття.

## Історія

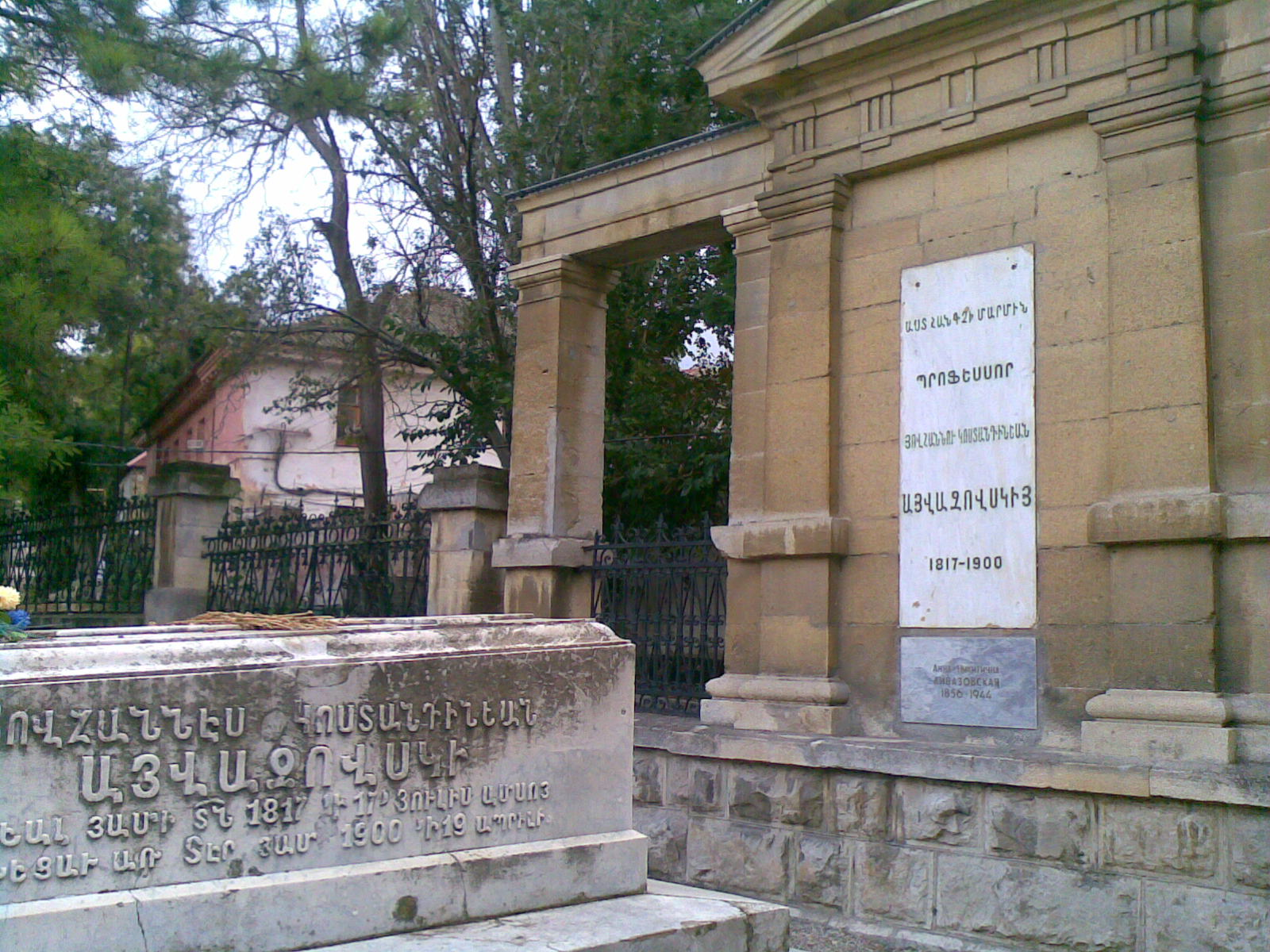
Могила Ованеса Айвазяна, видатного художника-мариніста вірменського походження

Першу появу вірмен у Криму відносять до VIII століття. Перша хвиля імміграції вірмен до Криму припадає на середину XI століття.
У VIII столітті Крим перебував у складі Візантії, і вірмени, що були підданими Візантії, переселялися з різних міст імперії, які знаходяться на Вірменському нагір'ї, до Криму. 
Протягом XI — XII століть напади кочівників-сельджуків підривають підвалини вірменського регіону та жителі поступово емігрують в інші області Візантії, в тому числі Крим. Серед перших поселень — Кафа, Солхат, Карасубазар, Орабазар тощо.
Стабільність регіону дозволила вести активну економічну діяльність. Навіть монгольська навала не надто похитнуло благополуччя вірменської громади Криму. 
Присутність генуезців у Криму також сприяла економічному розвиткові. Зі зростанням соціально-економічних проблем у Вірменії, до Криму переїжджало дедалі більше поселенців. У XII столітті налічувалося більше сорока парафій вірменських апостольських християн, вірмени стали другою за чисельністю етнічною групою Криму (після кримських татар). 
1475 року Крим перейшов до турків-османів, почалися переслідування іновірців, Кримське ханство стало союзником Османської імперії. 
Незважаючи на посилення ісламу в регіоні, вірменські громади продовжували існувати в Кафі, Карасубазарі, Балаклаві, Гезлеві, Перекопі та Сурхаті.
У 1770-х роках більше 22 тисяч вірмен були депортовані Суворовим до Азовської губернії, де вони сформували групу донських вірмен. 1783 року Кримське ханство анексувала Росія. Вірмени знову стали селитися в Криму. 
1913 року в Криму жило 9000 вірмен, 1914 року  — близько 15 тисяч. На початку XX століття внаслідок геноциду вірменського народу імміграція до Криму відбувалася переважно із Західної Вірменії та різних областей Османської імперії.
1919 року в Криму налічувалося близько 17 тисяч вірмен. У Кримській АРСР було створено вірменські національні райони. До 1941 року у Феодосії близько 20% населення були вірменами (1470 року  — близько двох третин). 
За Постановою ГКО № 5984сс від  2 червня 1944 року, 27 червня кримські вірмени, разом з низкою кримських народностей, були депортовані в Пермський край, Поволжя та Казахстан. 
1989 року в Криму налічувалося близько 3 тисяч осіб вірменського походження. 1989 року було організовано кримське національно-культурне товариство вірмен, що має регіональні відділення та випускає національну газету. На радіо і ТБ періодично виходять програми вірменською мовою. 

### Вірменська церква у Феодосії

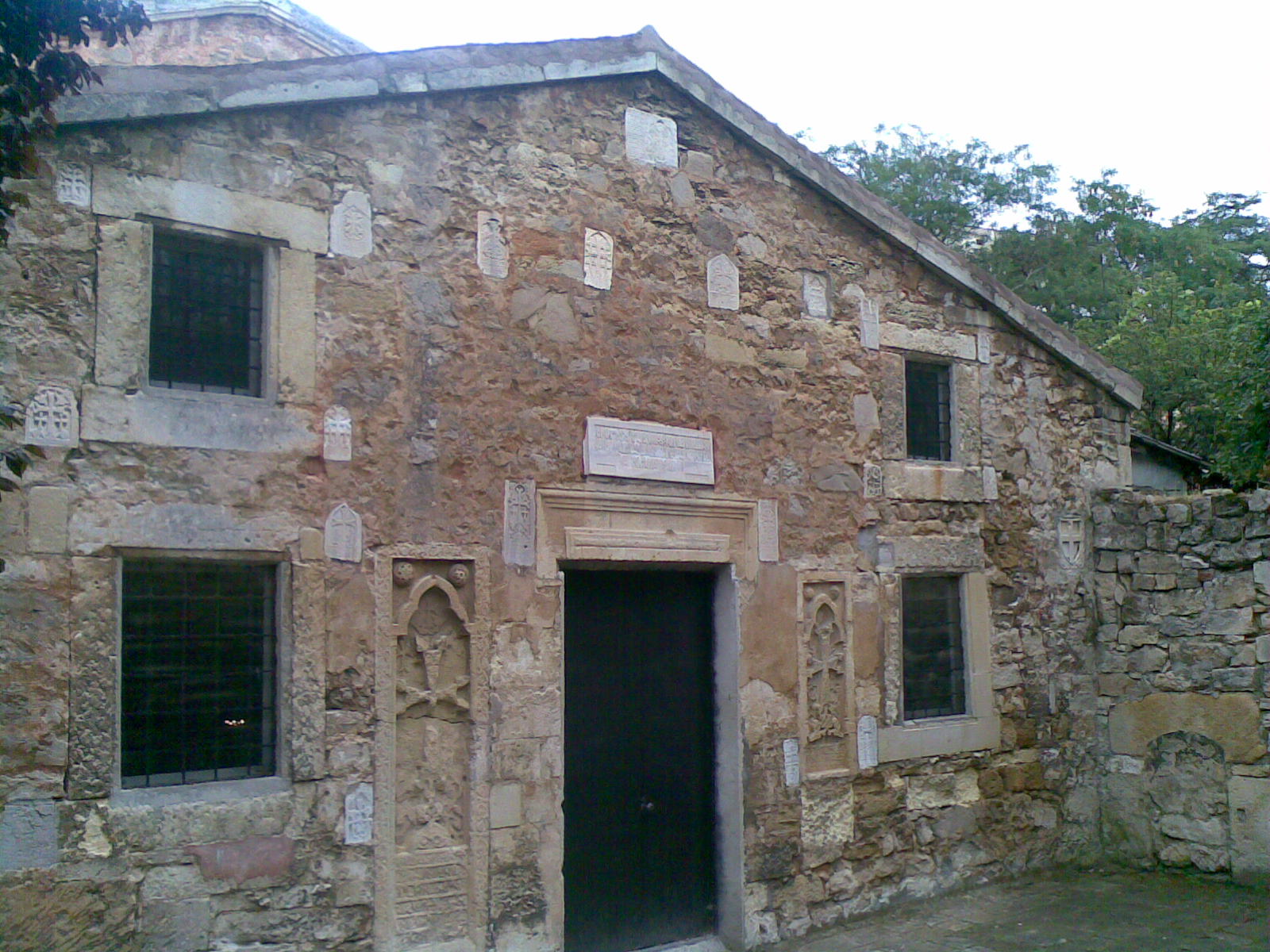
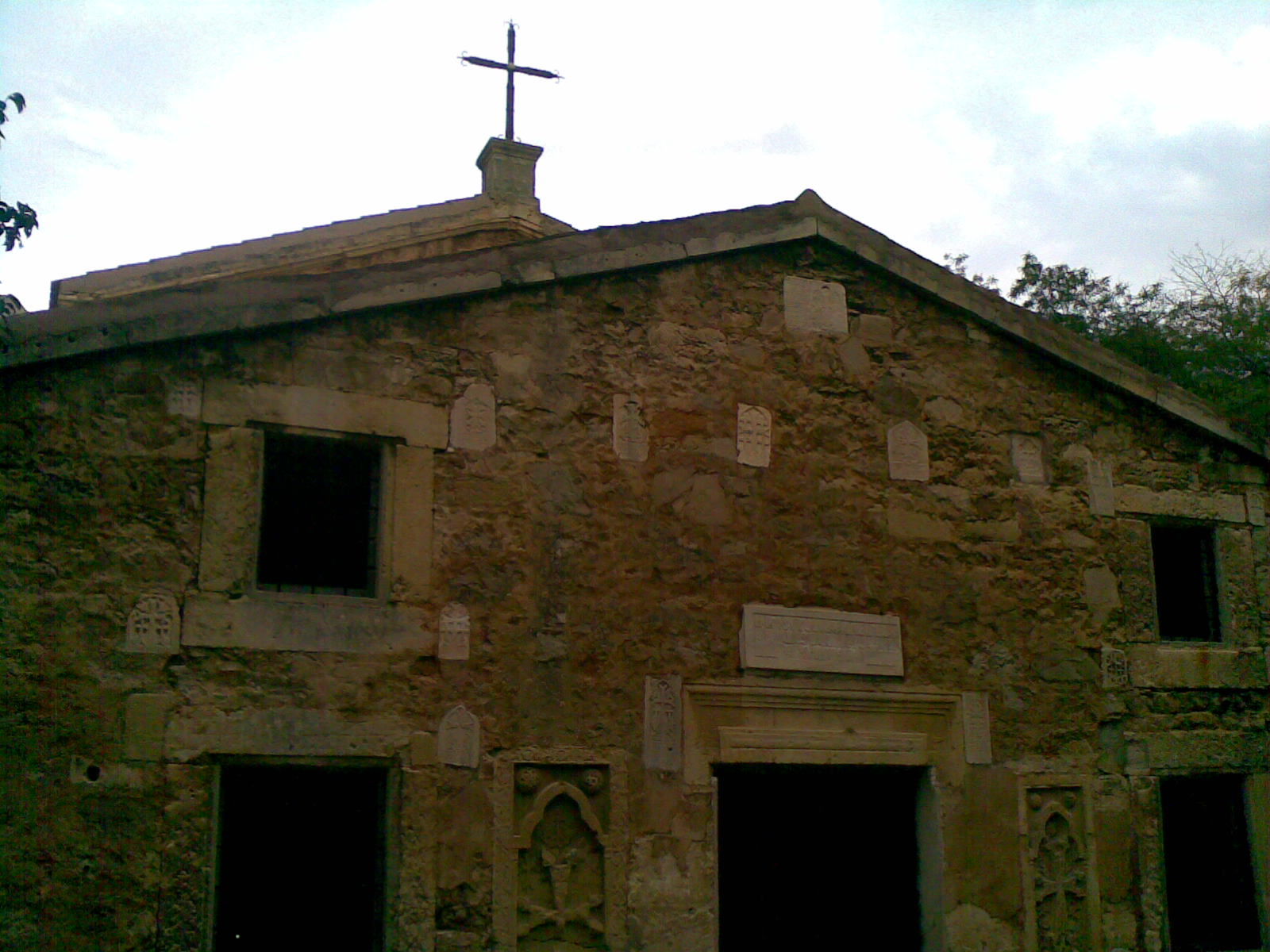
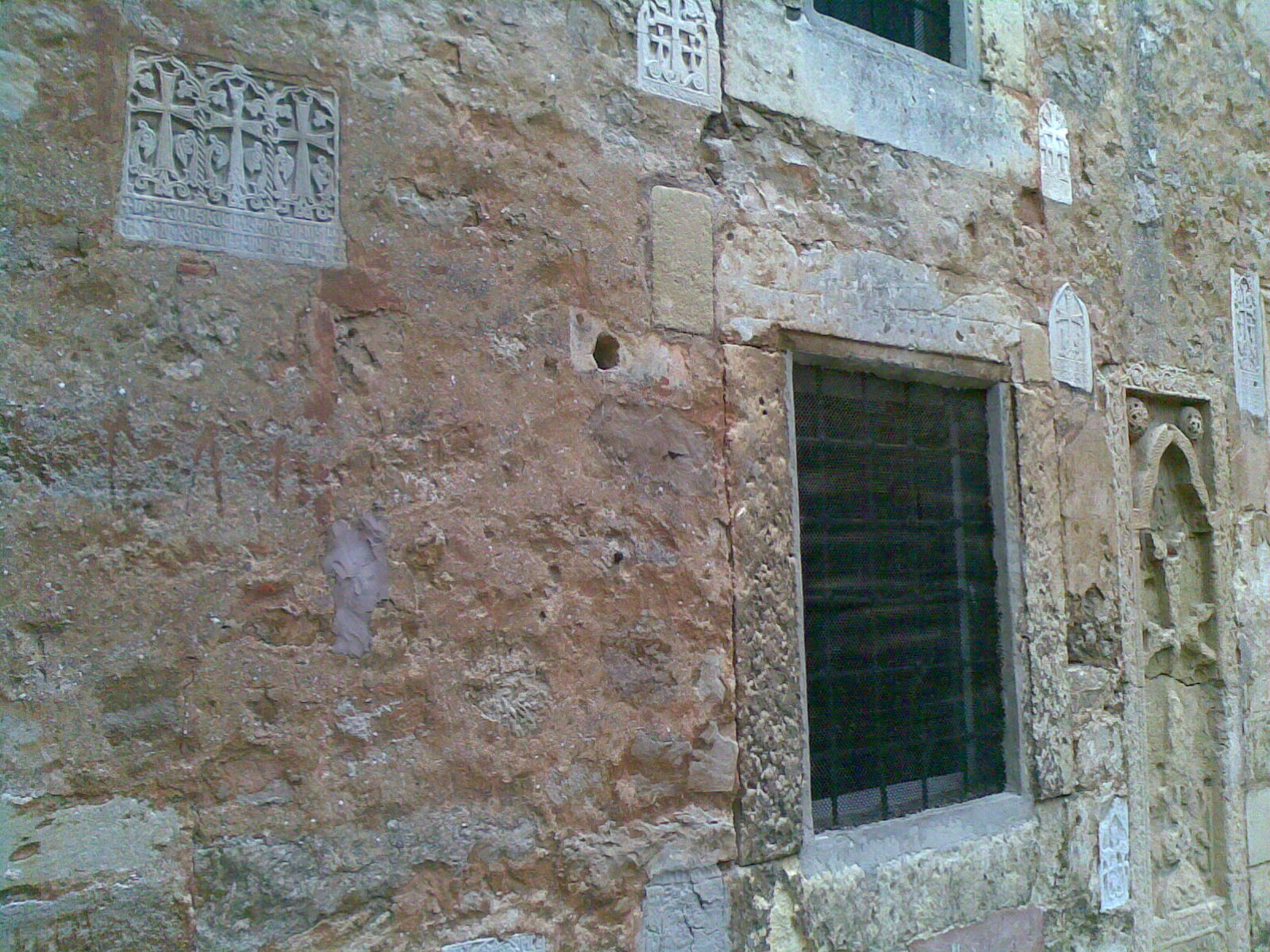
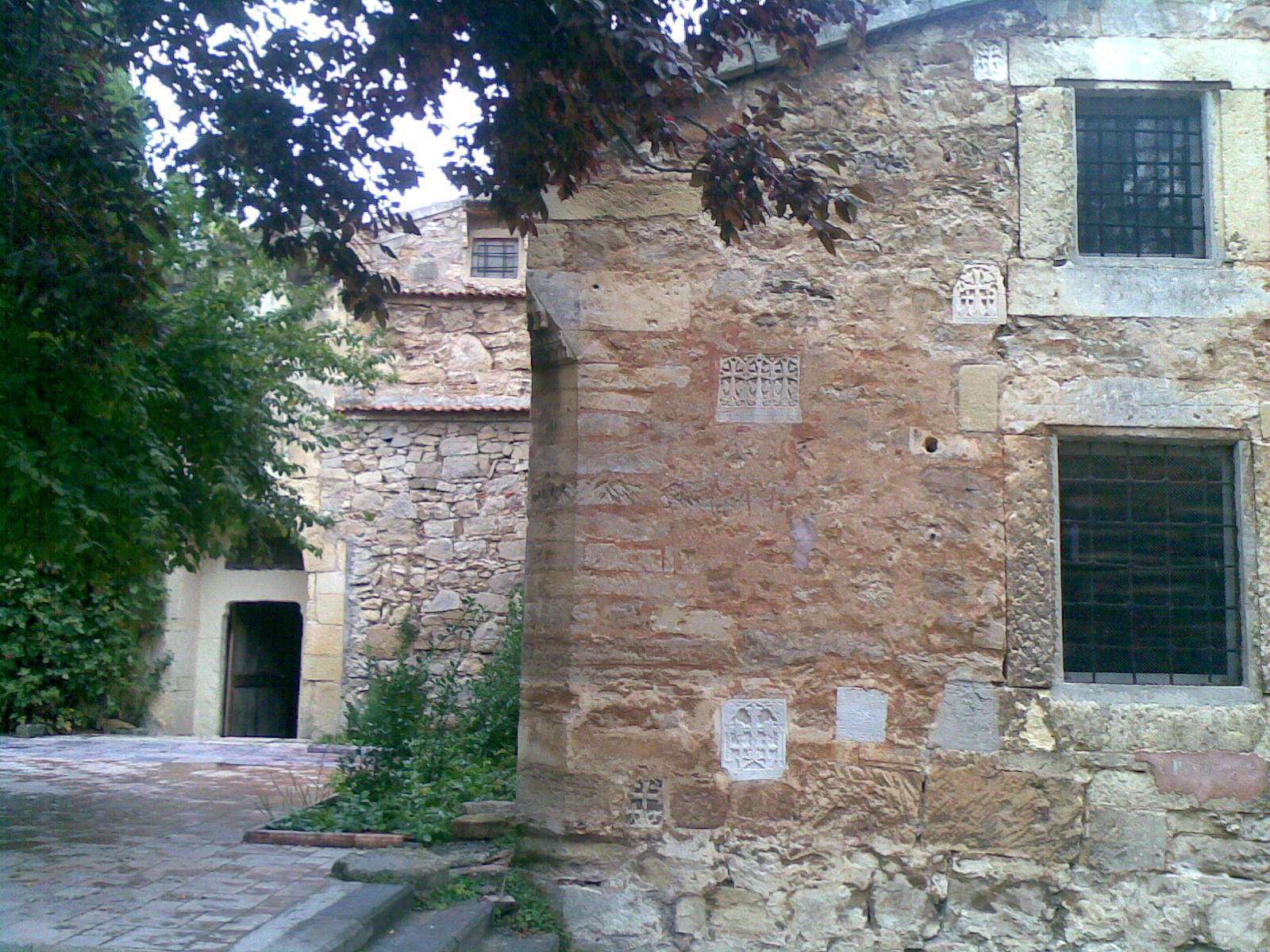